# Obojživelná operace

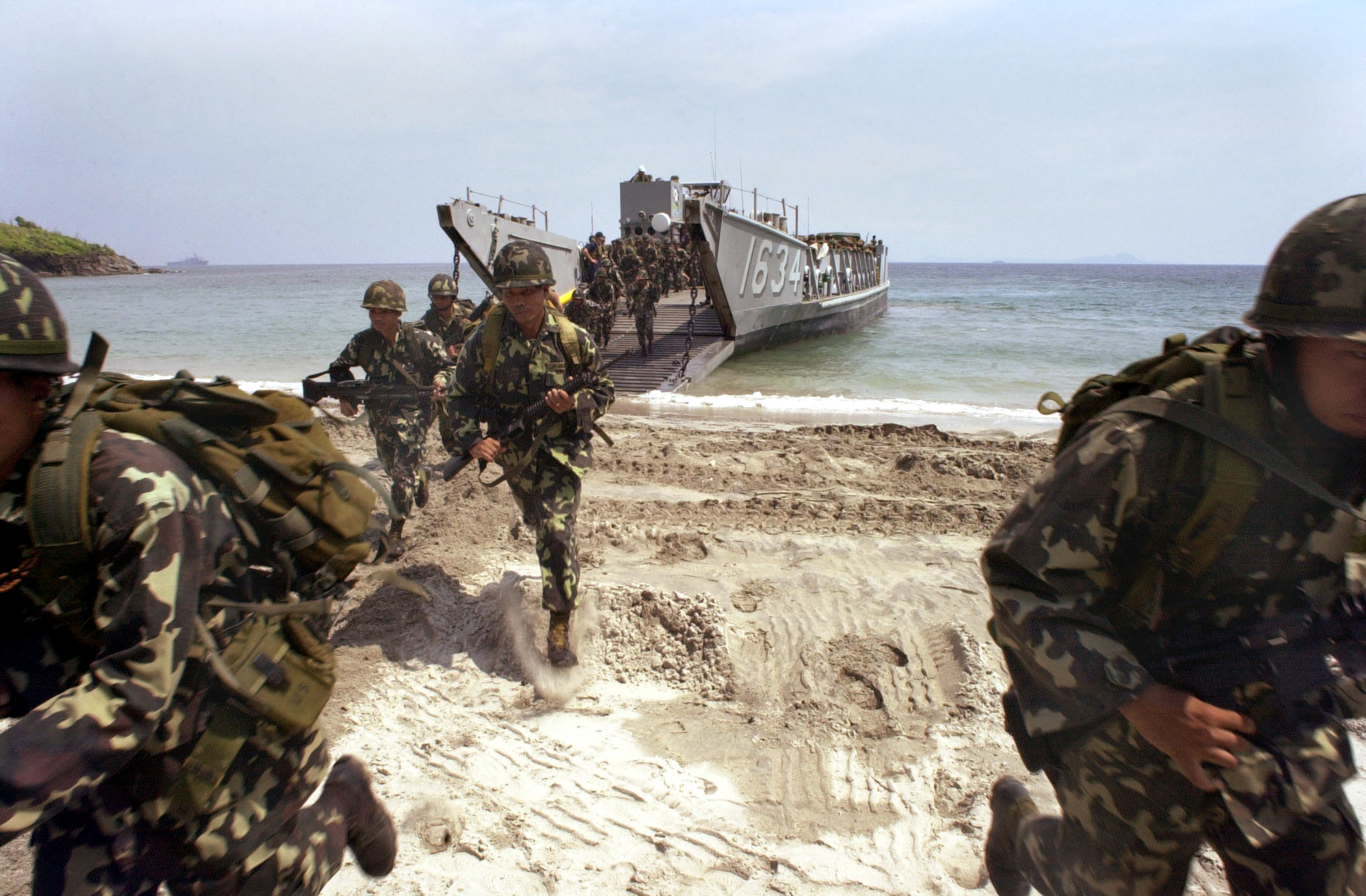
Vylodění bojové jednotky na pláži.

Obojživelná operace je bojová operace vyznačující se spoluprací námořnictva a pozemní armády. Typickým příkladem může být vyloďovací operace na nepřátelském území (vylodění v Normandii, Bitva o Tangu, Vylodění u Anzia), nebo naopak evakuace pozemních jednotek námořnictvem, například evakuace britských sil z Dunkerque.
Impozantní řetěz obojživelných operací představuje válka v Pacifiku (1941–1945) mezi USA, Velkou Británií a jejich spojenci a Japonskem.